# 031+130

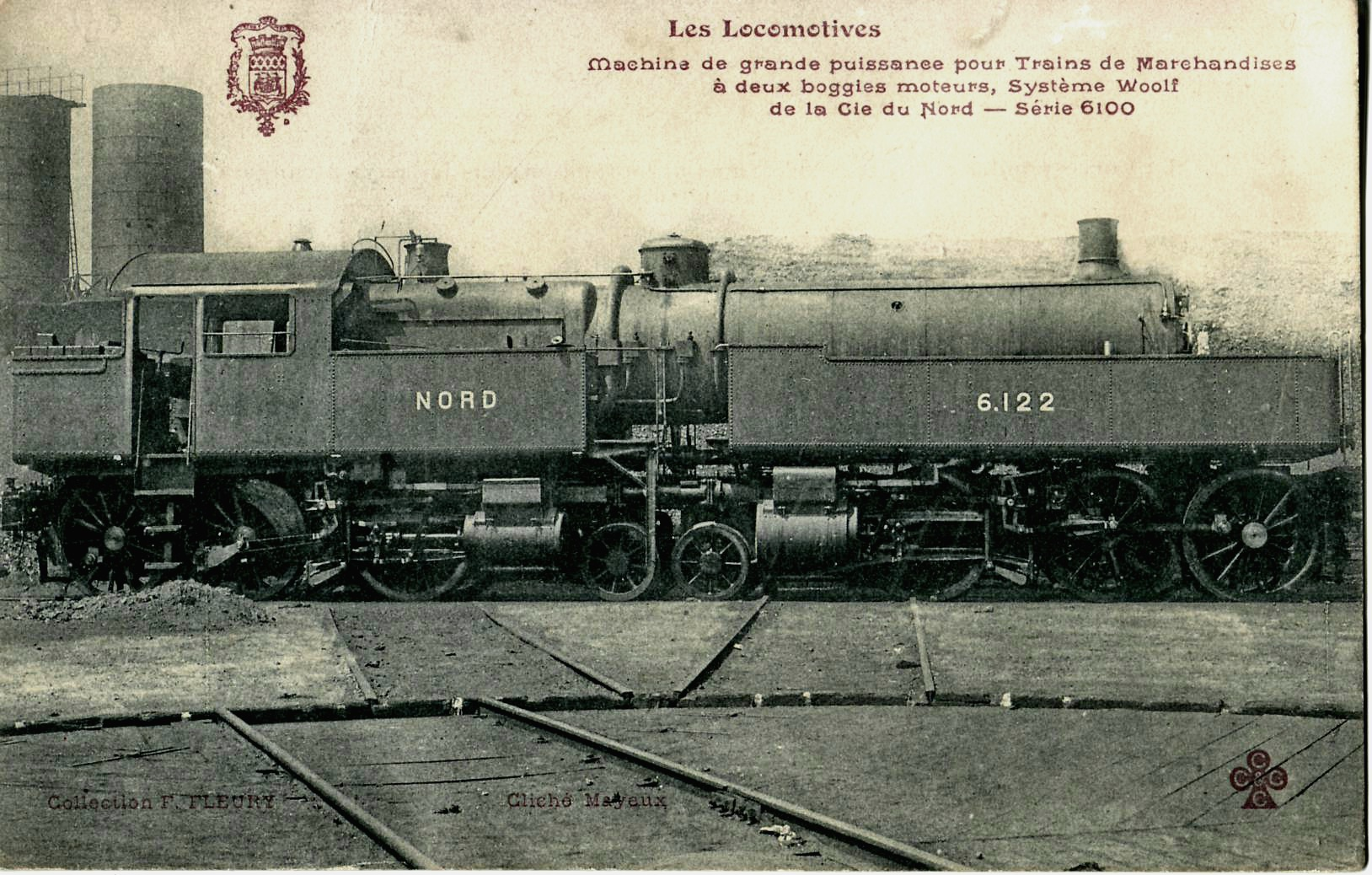
Fleury CCCC (locomotive 031+130)

031+130 est un type de locomotive à vapeur dont les essieux ont la configuration suivante (de l'avant vers l'arrière) :
- 1er groupe :
  - 3 essieux moteurs
  - 1 essieu porteur sur un bissel
- 2e groupe :
  - 1 essieu porteur sur un bissel
  - 3 essieux moteurs

## Codification
Ce qui s'écrit :
- 0-6-2+2-6-0 en codification Whyte.
- 031+130 en codification d'Europe continentale.
- 2C+C2 en codification allemande et italienne.
- 68 (34+34) en codification turque.
- 3/4+3/4 en codification suisse.

## Utilisation
En France cette disposition d'essieux fut appliqué à une série de machines. En effet en Europe il fut relativement rare de rencontrer des locomotives articulées car les voies permettaient des charges par essieu relativement élevées et les voies étaient bien posées. Ce type de configuration d'essieux est plus connu pour son utilisation par les réseaux Américains.
Ainsi seules la Compagnie des chemins de fer du Nord, la Compagnie des chemins de fer de l'Est et le Syndicat des chemins de fer de Ceinture de Paris firent construire ce type de machines pour pouvoir remorquer des trains lourds sur des lignes à profil accidenté.
Compagnie du Nord6.121 à 6.168 de 1905 à 1911, futures : 2-031+130 TA 1 à 47
Compagnie de l'Est6101 à 6113 de 1911 à 1913, futures : 2-031+130 TB 1 à 12
Syndicat des chemins de fer de Ceinture de Paris6001 à 6038 de 1910 à 1913, futures : 3-031+130 TA 1 à 38